# Michael Huemer
Michael Huemer (n. 27 de diciembre de 1969) es un profesor de filosofía de la Universidad de Colorado en Boulder. Es un proponente del intuicionismo ético, el vegetarianismo, el realismo moral y el anarcocapitalismo.

## Puntos de vista

### Crítica del escepticismo
Huemer ha sido crítico con el escepticismo filosófico radical. Su primer libro, Skepticism and the Veil of Perception (en español, Escepticismo y el Velo de la Percepción), publicado en 2001, argumenta que (a) la percepción nos da conciencia de objetos reales, no representaciones mentales, y (b) tenemos conocimiento no-inferencial de (algunas de) las propiedades de estos objetos. El libro fue analizado por el Notre Dame Philosophical Reviews y otros.
En lugar del escepticismo, Huemer apoya el principio del conservadurismo fenoménico compasionado, que indica que: 
Si S percibe p, en la ausencia de un deber condicional, entonces S tiene cierto nivel de justificación por creer p.
Considera al conservadurismo fenomenal como una forma de fundacionalismo.

### Intuicionismo ético y realismo moral
Huemer es un realista moral y un intuicionista ético. Por ejemplo, cree que algunos principios morales objetivos existen y que algunos de estos principios morales pueden ser deducidos de intuiciones éticas. Ha argumentado estas posiciones en su libro Ethical Intuitionism (en español, Intuicionismo Ético) al igual que en artículos en línea y otras publicaciones académicas.
El libro de Huemer sobre el intuicionismo ético fue analizado por el Notre Dame Philosophical Reviews y el Philosophy and Phenomenological Research.

### Críticas a Ayn Rand
Pese a estar de acuerdo con el objetivismo moral y sobre la justicia moral del capitalismo, Huemer está en desacuerdo con la filosofía moral del Objetivismo debido a la centralidad que Rand le dio al egoísmo como una virtud necesaria. Esta crítica de Huemer ha sido criticada por otros.
En marzo de 2009, Huemer debatió sobre el tema de la ética de Ayn Rand con Onkar Ghate del Ayn Rand Institute.
En una discusión en Cato Unbound en enero de 2010, Huemer argumentó que conectar al libertarismo al marco meta-ético de Ayn Rand probablemente no es la mejor estrategia para hacer más popular al libertarismo. Otros participantes de la discusión incluían a Douglas Rasmussen, Roderick Long, y Neera Badhwar.

### Anarcocapitalismo
Huemer se describe a sí mismo como un anarcocapitalista, y dice ser tanto anarquista filosófico como anarquista político. Su libro The Problem of Political Authority (publicado en enero de 2013) argumenta en detalle a favor de tanto el anarquismo filosófico como el político. También ha definido el argumento del libro en un video.
Mientras aún escribía el libro (por aquel entonces titulado Freedom and Authority -en español, Libertad y Autoridad), Huemer fue objeto de un perfil realizado por la publicación Arts and Sciences Magazine de la Universidad de Colorado en Boulder. El perfil citó a Huemer diciendo que la autoridad política no es más que "una ilusión moral que sufrimos".
El compañero de universidad de Huemer en UC Berkeley, el economista Bryan Caplan, jugó un importante rol en la popularización del libro de Huemer a través de su blog, EconLog, según fue observado por otros reseñantes del libro. Caplan utilizó EconLog para solicitar potenciales títulos para el libro, aunque finalmente ninguno de los títulos sugeridos en los comentarios fueron finalmente adoptados. Caplan sostuvo que lo que hizo especial al libro de Huemer fue que comenzaba con premisas morales razonables y de sentido común con las que muchas personas que no son libertarias estarían de acuerdo y las aplicó consistentemente hasta alcanzar conclusiones libertarias radicales, separándose así de los escritos de personas como Murray Rothbard, Ayn Rand, y Robert Nozick. Caplan también utilizó su blog para invitar a sus lectores a leer el libro de Huemer.
Arnold Kling escribió una reseña del libro de Huemer para el sitio web de la Library of Economics and Liberty. Huemer respondió a Kling, y Kling publicó parte del intercambio entre ambos en su blog.
Huemer fue el ensayista principal de la edición de marzo de 2013 de Cato Unbound. El tema de dicha edición fue Autoridad, Obediencia, y el Estado y se enfocó más que todo en el libro de Huemer y los argumentos sostenidos por él en el libro. Los otros participantes del debate fueron Bryan Caplan, Tom G. Palmer, y Nicole Hassoun.
En julio de 2013, el blog Bleeding-heart libertarians anunció un simposio sobre The Problem of Political Authority. El simposio comenzó el 12 de agosto de 2013. Los críticos de Huemer incluía a Kevin Vallier, Christopher W. Morris, Bas van der Vossen, y Massimo Renzo. Huemer respondió a sus críticos a finales de agosto de 2013.
Perry Metzger de Samizdata, el blog Peace Requires Anarchy, el blog Le Québécois Libre. y  Oxymorons Reviews escribieron reseñas separadas sobre el libro. Fue tangencialmente citado en la reseña de Jason Brennan en Notre Dame Philosophical Reviews de un libro de Gary Chartier.

### Otras posiciones
Huemer se ha pronunciado en favor de las fronteras abiertas. Sus argumentos han sido alabados y criticados por muchas personas, entre ellas Jason Brennan, Miles Kimball, y Bryan Caplan.
También ha defendido el derecho de las personas a portar armas. Sus argumentos sobre este tema han sido analizados por Matt Zwolinski y Bryan Caplan.
Huemer ha sido crítico de la Guerra contra las drogas, describiéndola como injusta. El ensayo de Huemer The Ethical Life (en español, La Vida Ética) sobre este tema, fue incluido en una colección de ensayos publicados por el Oxford University Press. También fue parte de la colección de ensayos titulados The New Prohibition: Voices of Dissent Challenge the Drug War.
Huemer sostiene que la irracionalidad política es común, basándose en el trabajo de Caplan sobre la irracionalidad racional. Ha expresado estas posiciones en un largo ensayo en línea al igual que en un video de TEDx. El ensayo y el video de Huemer han sido citados en varias discusiones sobre la irracionalidad en la política, la religión y la ética personal.
Huemer ha criticado la evaluación de cursos como un método para evaluar a profesores, resaltando incentivos perversos, aunque concedió que estos métodos son más confiables que las evaluaciones entre pares. Su opinión sobre las evaluaciones de alumnos ha sido analizada y referenciada por muchos otros escritores.
Huemer es también un crítico del marxismo y un libertario metafísico sobre el problema del libre albedrío.